# 에믈린 발라드
에믈린 발라드(Aymeline Valade, 1984년 10월 17일 ~ )는 프랑스의 모델, 배우이다.